# Sabos
Sabos – w mitologii rzymskiej legendarny protoplasta i eponim Sabinów. Uważano go albo za syna boga Sancusa, albo przybyłego do Italii Lacedemończyka.